# Niederau
Niederau es un municipio situado en el distrito de Meißen, en el estado federado de Sajonia (Alemania), a una altitud de 120 metros. Su población a finales de 2016 era de unos 4000 habs. y su densidad poblacional, 110 hab/km².